# Lloyd Roseville Crouse
Lloyd Roseville Crouse (ur. 19 listopada 1918 w Lunenburgu, Nowa Szkocja, zm. 28 kwietnia 2007 tamże), polityk kanadyjski, wieloletni parlamentarzysta z ramienia Progresywno-Konserwatywnej Partii Kanady, gubernator porucznik prowincji Nowa Szkocja.
W czasie II wojny światowej służył w kanadyjskich siłach lotniczych jako pilot. Odnosił sukcesy w biznesie, następnie zajął się polityką. W 1957 po raz pierwszy został wybrany do kanadyjskiej Izby Gmin i zasiadał w parlamencie przez kolejnych jedenaście kadencji. W 1985, w uznaniu wieloletniej służby publicznej, został wyróżniony członkostwem Tajnej Radzie Królowej ds. Kanady (z nominacji premiera Briana Mulroneya), co związane jest z prawem używania tytułu The Honorauble.
W 1989 zakończył aktywną działalność polityczną w parlamencie. Pozostał jednak w służbie państwowej, odbierając nominację na gubernatora-porucznika prowincji Nowa Szkocja w miejsce Alana Abrahama. Funkcję gubernatora pełnił do 1994. W 2002 znalazł się w gronie kawalerów Orderu Nowej Szkocji.
Był żonaty, miał syna. Zmarł w kwietniu 2007 w wieku 88 lat w rodzinnym Lunenburgu.